# Демир, Фехми
Фехми Демир (2 января 1957 — 25 октября 2015) — турецкий политик курдского происхождения. Служил лидером партии прав и свобод (HAK-PAR) с октября 2014 года. Он выступал за разделение Турции на несколько федеральных государств, чтобы дать регионам курдов больше политической автономии. Погиб в автокатастрофе.

## Биография
Родился в городе Йениджеоба. Был старшим из шести детей. Учился в школах Йениджеобы и Джиханбейли. Окончил Анатолийский университет. Во время своих студенческих лет он был прокурдским активистом, также брал участие в эскишехирском халкевлери.
Стал одним из основателей народной трудовой партии, входил в её совет. Также принимал участие в создании Демократической партии, занимал должность заместителя генерального секретаря партии. Позднее стал одним из основателей партии прав и свобод, являлся заместителем председателя партии. Позже он стал одним из основателей Партии демократии и изменений (DDP) и был генеральным секретарем, пока партия не была закрыта. Он был одним из главных членов Партии мира и демократии (DBP) и занимал должность генерального секретаря до создания Партии прав и свобод, в которой он был заместителем главы некоторое время.
В результате выборов главы Партии прав и свобод, проходивших 26 октября 2014 года, Демир одержал победу, получив 164 голоса из 278. В результате парламентских выборов, прошедших в июне 2015 года, Партия прав и свобод не преодолела десятипроцентный барьер, необходимый для попадания в парламент.
25 октября 2015 года машина, в которой ехал Демир, врезалась в машину с австрийским номерами. Фехми Демир и Хажди Мурат Догу, водитель второго автомобиля, скончались от полученных ранений. Демир был похоронен в Джиханбейли, на его похоронах присутствовали многие политические лидеры курдов, включая Селахаттина Демирташа.